# Tomoko Ohta
Tomoko Ohta (en japonais : 太田 朋子, Ota Tomoko), née le 7 septembre 1933 à Miyoshi, dans la préfecture d'Aichi, est une biologiste et généticienne japonaise. 
Elle est connue pour ses travaux sur la génétique des populations et l'évolution moléculaire. Elle est co-lauréate avec Richard Lewontin du Prix Crafoord en 2015 « pour leurs analyses pionnières et leurs contributions fondamentales à la compréhension du polymorphisme génétique ».

## Biographie
Ohta a reçu un diplôme du département d'agriculture de l'Université de Tokyo en 1956. Elle a travaillé dans une société éditoriale avant d'être embauchée à l'institut Kihara pour la recherche biologique. Ses travaux y ont porté sur la cytogénétique du blé et de la betterave à sucre. En 1962, elle a une occasion d'étudier aux États-Unis à l'étranger. Alors qu'elle est en troisième cycle à l'École d'études Supérieures de l'Université de Caroline du Nord, elle décide de passer de l'étude de la cytogénétique des plantes à la génétique des populations sous les conseils de Ken-Ichi Kojima, qui était l'un de ses professeurs. Elle a travaillé avec Kojima sur les problèmes stochastiques en génétique des populations. Elle a obtenu son doctorat à l'université d'État de Caroline du Nord en 1966. Dans le cadre du Programme Fulbright, elle reste jusqu'à la fin de son doctorat aux États-Unis.
De retour au Japon, Ohta a travaillé sous la direction de Motoo Kimura, qui était le seul généticien théorique de la population au Japon à l'époque.
Après avoir travaillé sur la théorie neutraliste de l'évolution avec son collègue Kimura, elle est convaincue que des mutations quasi neutres (ni nocive, ni tout à fait neutre) ont joué un rôle important dans l'évolution,. De 1969 à 1996, elle a travaillé à l'Institut japonais de génétique et, en 2002, elle a été élue à l'Académie nationale des sciences (États-Unis) comme membre étranger en biologie de l'évolution.

## Réactions à la théorie neutraliste de Ohta
Lorsque Ohta a publié pour la première fois à propos de la théorie neutraliste de l'évolution, elle a été confrontée à la difficulté d'attirer l'attention de la communauté de recherche scientifique. De nombreux chercheurs ont fortement soutenu la théorie de la sélection naturelle. Des données appuyant sa théorie ont été collectées en évolution des protéines dans les années 1990, et d'autres preuves ont conforté cette théorie au XXIe siècle.

## Récompenses et honneurs
- 1984 : membres de l'Académie américaine des arts et des sciences
- 1985 : Prix de l'Académie des sciences du Japon
- 2002 : Membre Étranger de l'Académie Nationale des Sciences américaine
- 2002 : Personne de mérite culturel du Japon
- 2015 : Prix Crafoord de l'Académie royale des sciences de Suède (partagé avec Richard Lewontin)[1]
- 2016 : membre de l'Ordre de la Culture

## Publications
- Motoo Kimura et Tomoko Ohta, Theoretical aspects of population genetics,  (1971)
- Tomoko Ohta, Evolution and variation of multigene families, (1980)
- Tomoko Ohta et Kenichi Aoki, Population genetics and molecular evolution: papers marking the sixtieth birthday of Motoo Kimura, (1985)
- Tomoko Y. Steen, Tomoko Ohta and the Nearly Neutral Theories: The role of a female geneticist in the neutralist-selectionist controversy,  (1996) Ph.D. Dissertation. (Cornell university)
- Ohta, T., « Slightly deleterious mutant substitutions in evolution », Nature, vol. 246, no 5428,‎ 1973, p. 96–98 (PMID 4585855, DOI 10.1038/246096a0)
- Ohta, T. and Gillespie, J.H, « Development of Neutral and Nearly Neutral Theories », Theoretical Population Biology, vol. 49, no 2,‎ 1996, p. 128–142 (PMID 8813019, DOI 10.1006/tpbi.1996.0007)
- Ohta, T., « Near-neutrality in evolution of genes and gene regulation », Proceedings of the National Academy of Sciences, vol. 99, no 25,‎ 2002, p. 16134–16137 (PMID 12461171, PMCID 138577, DOI 10.1073/pnas.252626899) Inaugural Article,
- Steen, TY., « The Case of Ohta Tomoko: A Woman Geneticist in the Neutralist-Selectionist Evolution Controversy », Historia Scientiarum, vol. 18(2),‎ 2008, p. 172–184
- Steen, TY., « Always an excentric?: A Brief Biography of Motoo Kimura », Journal of Genetics, vol. 75(1),‎ 1996, p. 19–25